# Saint Lucia Jazz and Arts Festival
Il Saint Lucia Jazz and Arts Festival è un festival musicale annuale che si tiene sull'isola caraibica di Saint Lucia, che riunisce musicisti locali e internazionali, altri artisti e artigiani. Il festival presenta musica jazz, R&B e calypso, danza, teatro e alta moda internazionale.

## Storia
Il primo Saint Lucia Jazz Festival si è tenuto nel 1992 come iniziativa per estendere la stagione turistica e aumentare la valuta estera a Saint Lucia fino a maggio, che in precedenza era stato un periodo relativamente tranquillo. È stato ispirato dal lancio dell'October Jazz Festival nel 1991 guidato da Luther Francois come direttore musicale. Originariamente venivano utilizzate 4 località; tuttavia oggi il festival si è ampliato e diverse località dell'isola vengono utilizzate per ospitare spettacoli (vedi elenco sotto). All'inizio le presenze al festival erano poche. Ma con il passare degli anni, la voce si è diffusa grazie alla copertura sulla rete televisiva BET J, ed è ora un appuntamento fisso nel calendario dei festival jazz.
Nel 2011 il Saint Lucia Jazz Festival ha celebrato il suo XX anniversario, un risultato raro, dato che molti altri festival jazz istituiti nella regione dei Caraibi erano falliti. Nel 2013 il festival è stato rinominato Saint Lucia Jazz and Arts Festival. Il rebranding includeva una sfilata di moda denominata Saint Lucia HOT Couture, Cultural Explosion, Saint Lucia Sound Stage e Blu Session - Word in an Altered Scale. Danza, arte, teatro e arti culinarie facevano parte della nuova esperienza di rebranding.
Tra gli artisti figurano: George Benson, Mary J. Blige, Boyz II Men, Ciara, En Vogue, Herbie Hancock, Lauryn Hill, India.Arie, The Isley Brothers, Elton John, R. Kelly, Ladysmith Black Mambazo, John Legend, Mario, Branford Marsalis, Ne-Yo, Ocacia, Courtney Pine, Rihanna, Smokey Robinson, Santana, Trey Songz, Angie Stone, UB40, Luther Vandross, Amy Winehouse, American Idol winner Fantasia Barrino e Malcolm-Jamal Warner.
L'evento è al secondo posto nei Caraibi dopo il Carnevale di Trinidad.

## Locali
I luoghi utilizzati per ospitare spettacoli includono il Pigeon Point National Park ("Main Stage" & "Side Lawn"), Derek Walcott Square nel centro di Castries ('Jazz on the Square'), The Great House, Fond D'or Heritage Park, Rudy John Beach Park, Vieux Fort Square, Balenbouche Estate, i tre eventi precedenti che compongono "Jazz in the South", Soufrière Waterfront, La Place Carenage ("Teatime Jazz"), Duty Free Pointe Seraphine ("Jazz on the Pier"), Rodney Bay Beachfront ("Jazz on the Beach"), Mindoo Phillip Park, Royal Saint Lucian Hotel, Fire Grill (Jazz on the Grill), Rodney Bay Marina e Gaiety sulla Rodney Bay.

## Artisti del passato
- Acoustic Alchemy
- Yolanda Adams
- Gerald Albright
- Ashanti
- Babyface
- Harry Belafonte
- Terence Blanchard
- Mary J. Blige
- Boyz II Men
- Norman Brown
- James Carter
- Ciara
- Stanley Clarke
- Natalie Cole
- Nicole David
- En Vogue
- Rachelle Ferrell
- Bunji Garlin
- Al Green
- Johnny Griffin
- Beres Hammond
- Herbie Hancock
- Morgan Heritage
- Ronald "Boo" Hinkson
- Los Hombres Calientes
- Shirley Horn
- Isley Brothers
- Freddie Jackson
- The Jacksons
- Joe
- Montell Jordan
- Kassav
- Chaka Khan
- Gladys Knight
- Kool & The Gang
- John Legend
- Gerald Levert
- Damian Jr. Gong Marley
- Brian McKnight
- Machel Montano
- New Edition
- Jeffrey Osborne
- Paul Peress
- Rihanna
- Smokey Robinson
- Diana Ross
- Rupee
- Seal
- Square One
- Angie Stone
- T.O.K.
- Third World
- UB40
- Luther Vandross
- Amy Winehouse
- Tito Puente
- Earl Klugh